# Neu-Hohenschönhausen
Neu-Hohenschönhausen är en stadsdel i nordöstra Berlin, Tyskland, tillhörande stadsdelsområdet Lichtenberg. Stadsdelen omfattar huvudsakligen höghusområdet Hohenschönhausen-Nord, som till största delen uppfördes på 1980-talet under slutet av den östtyska epoken. Neu-Hohenschönhausen hade 55 315 invånare i juni 2016 och är därmed den befolkningsrikaste stadsdelen inom Lichtenbergs stadsdelsområde.